# Хорлівський район
Хорлівський район — адміністративно-територіальна одиниця у складі УСРР / УРСР у 1932—1939 роках. Центр — порт Хорли.

Створений у лютому 1932 р. у складі новоствореної Одеської області.

У лютому 1935 р. у ході розукрупнення районів із частини сільрад Хорлівського району створено Чаплинський район. До його складу увійшли 11 сільрад: Білоцерківська, Григорівська, Іванівська, Новонаталівська, Павлівська, Першокостянтинівська, Преображенська, Строганівська, Хрестівська, Чаплинська, Червонополянська.

У вересні 1937 р. Хорлівський район передано до складу новоствореної Миколаївської області.

У березні 1939 р. Хорлівський район ліквідовано з передачею його сільрад до складу новоствореного Каланчацького району.